# Rue Camulogène
La rue Camulogène est une rue du 15e arrondissement de Paris.

## Situation et accès

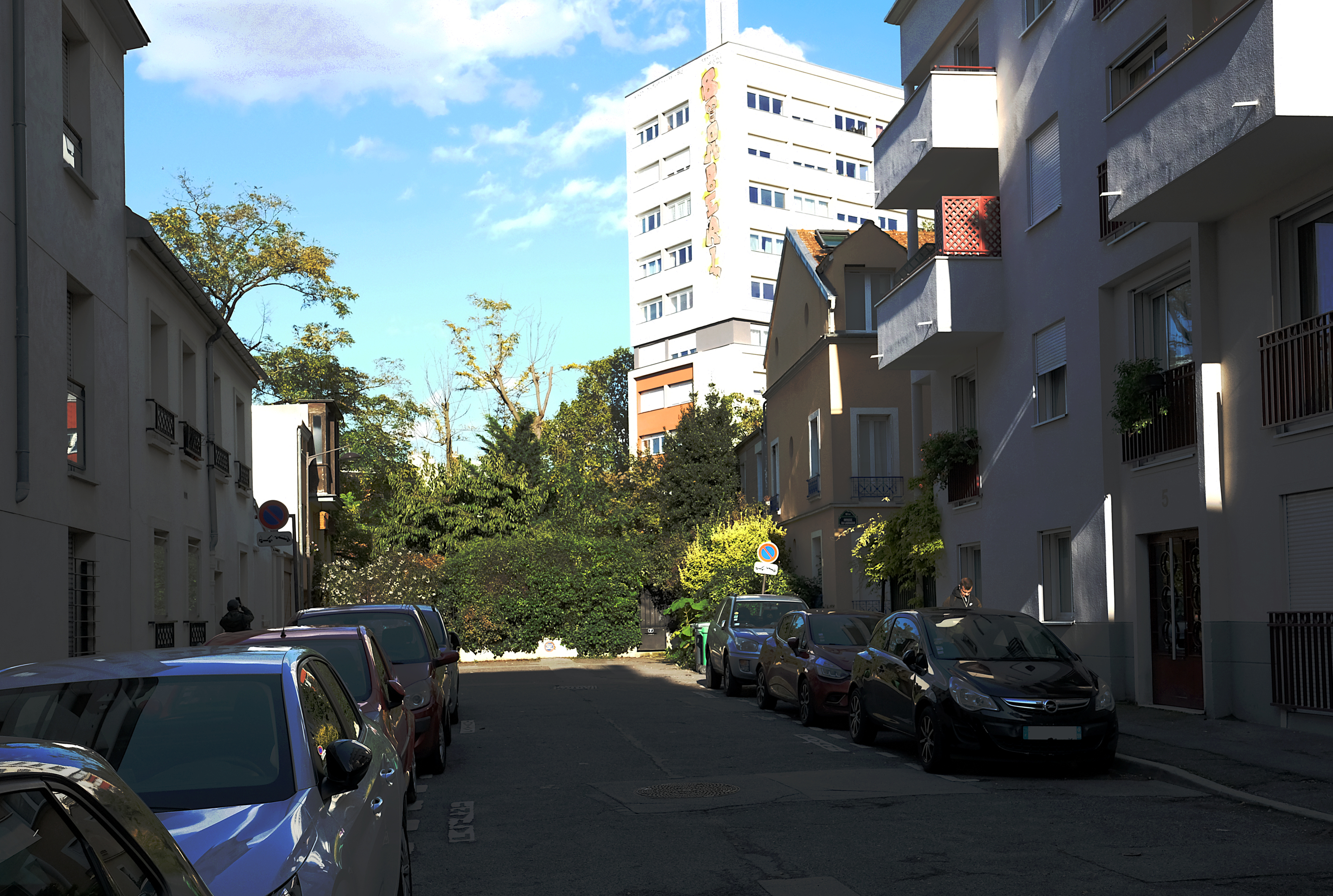
Autre vue de la rue.

C'est actuellement une impasse. Néanmoins, elle a dû être une rue reliant la rue Chauvelot à la rue Castagnary avant la construction du chemin de fer de Petite Ceinture.

## Origine du nom
Elle porte le nom du chef gaulois de tribu des Parisii, Camulogène, tué durant la bataille de Lutèce pendant la guerre contre César (51 av. J.-C.).

## Historique
Cette voie nommée en 1837 était appelée anciennement « rue de Palestro ». Au fond de la rue Camulogène se trouve l’impasse du Labrador. Il y a là de petites maisons construites au début du XIXe siècle par le promoteur philanthrope Alexandre Chauvelot destinées à une population modeste.
L’urbanisation massive de Paris, le départ vers la banlieue d'une nombreuse population ouvrière chassée par la répression de 1848 vont alors l'aider à réaliser de nouveaux projets.
Chauvelot, promoteur du hameau de Plaisance (14e arrondissement) et de la Nouvelle Californie à Malakoff, créa vers 1850 le Village de l'avenir, situé à l'ouest des voies ferrées, entre les rues Jacques-Baudry puis Castagnary, des Morillons, Brancion et le boulevard Lefebvre.

## Bâtiments remarquables et lieux de mémoire
- Jacques Réda, écrivain : « Je n’ai jamais chanté la rue Camulogène, et j’en ai du regret, en vérité c’est une impasse, l’indigène y demeure secret. Devant le feu du soir en délire j’ai fui, mais je n’ai pas battu de vitesse la nuit. »